# Edwin Flack
Edwin Harold "Teddy" Flack (Londres, 5 de novembro de 1873 – Berwick, 10 de janeiro de 1935) foi um atleta australiano. Campeão olímpico dos 800 m e dos 1 500 m nos I Jogos da Era Moderna, ficou conhecido como 'Leão de Atenas'.
Nascido em Londres, no Reino Unido, Teddy, como era conhecido, mudou-se quando tinha cinco anos de idade para a cidade de Berwick, em Victoria, Austrália. Após ter o primeiro contato com o atletismo na Austrália, Teddy Flack ingressou no London Athletic Club com vistas a participar dos primeiros Jogos Olímpicos da era moderna em Atenas 1896. Com 1,83 m e largas passadas, tinha o tipo físico ideal para provas de meio-fundo.
Após umas desconfortável viagem de seis dias até a capital grega, Teddy conseguiu chegar a tempo da cerimônia de abertura dos Jogos e de competir em sua primeira prova, os 800 metros. Flack ganhou a primeira eliminatória da prova com um tempo de 2min10. No segundo dia alinhou-se ao lado do favorito estadunidense Arthur Blake para a disputa dos 1 500 metros. Em uma disputa emocionante que definiu-se nos últimos cinco metros, Flack conseguiu a vitória e sua primeira medalha olímpica (prateada, na época não se distribuíam medalhas de ouro). No quatro dia, Flack conquistou sua segunda medalha como primeiro colocado ao confirmar a melhor performance nos 800 metros com o tempo de 2min11.
No mesmo dia alinhou-se para a maratona, disputada em um percurso de 10 milhas. Flack correu boa parte da prova em segundo lugar, atrás do francês Albin Lermusiaux, até que após 32 quilômetros o francês abandonou o percurso e a liderança ficou com Flack. Porém faltando 4 quilômetros para o fim, Flack sofreu um colapso e começou a delirar, sendo ajudado pelos espectadores que acompanhavam a maratona. Acabou desclassificado por não ter condições de competir.
Ainda em Atenas, Teddy Flack competiu nos torneios de tênis de simples e duplas. Perdeu na primeira rodada de simples para o grego Aristidis Akratopoulos. Em duplas, competiu ao lado do amigo inglês George Robertson e chegaram até as semifinais após a desistência de uma dupla na primeira rodada, mas perderam para Dionysios Kasdaglis e Demetrios Petrokokkinos da Grécia, ficando com o terceiro lugar. Como não havia premiação para os terceiros colocados em 1896, Flack e Robertson ficaram sem medalhas, mas hoje são reconhecidos pelo Comitê Olímpico Internacional como medalhistas de bronze nesse evento.
Um selo comemorativo foi impresso em sua homenagem pelos correios australianos em 1996, no centenário de suas vitórias em Atenas e dos Jogos Olímpicos.